# Nazionale olimpica di calcio della Svizzera
La nazionale olimpica svizzera di calcio è la rappresentativa calcistica della Svizzera che rappresenta l'omonimo stato ai giochi olimpici.

## Storia
La nazionale olimpica della Svizzera esordisce alle Olimpiadi a Londra 2012. Nella prima partita pareggia con il Gabon per 1-1, dopo essere stata in vantaggio. Nella seconda partita perde 1-2 contro la Corea del Sud e nella terza perde per 0-1 contro il Messico, futura medaglia d'oro. Viene eliminata ai gironi, come ultima, con un punto, due  gol fatti e quattro subiti.

## Statistiche dettagliate sui tornei internazionali
Nota bene: come previsto dai regolamenti FIFA, le partite terminate ai tiri di rigore dopo i tempi supplementari sono considerate pareggi.

### Giochi olimpici
| Anno | Luogo             | Piazzamento      | V | N | P | Gol |
| ---- | ----------------- | ---------------- | - | - | - | --- |
| 1952 | Helsinki          | Non partecipante | - | - | - | -   |
| 1956 | Melbourne         | Non partecipante | - | - | - | -   |
| 1960 | Roma              | Non qualificata  | - | - | - | -   |
| 1964 | Tokyo             | Non qualificata  | - | - | - | -   |
| 1968 | Città del Messico | Non qualificata  | - | - | - | -   |
| 1972 | Monaco di Baviera | Non qualificata  | - | - | - | -   |
| 1976 | Montréal          | Non partecipante | - | - | - | -   |
| 1980 | Mosca             | Non partecipante | - | - | - | -   |
| 1984 | Los Angeles       | Non partecipante | - | - | - | -   |
| 1988 | Seul              | Non qualificata  | - | - | - | -   |
| 1992 | Barcellona        | Non qualificata  | - | - | - | -   |
| 1996 | Atlanta           | Non qualificata  | - | - | - | -   |
| 2000 | Sydney            | Non qualificata  | - | - | - | -   |
| 2004 | Atene             | Non qualificata  | - | - | - | -   |
| 2008 | Pechino           | Non qualificata  | - | - | - | -   |
| 2012 | Londra            | Primo turno      | 0 | 1 | 2 | 2:4 |
| 2016 | Rio de Janeiro    | Non qualificata  | - | - | - | -   |
| 2020 | Tokyo             | Non qualificata  | - | - | - | -   |
| 2024 | Parigi            | TBD              | - | - | - | -   |

## Tutte le rose

### Giochi olimpici
Calcio ai Giochi Olimpici Estivi 20121 Benaglio, 2 Hochstrasser, 3 Daprelà, 4 Buff, 5 Affolter, 6 Wiss, 7 Emeghara, 8 Abrashi, 9 Frei, 10 Kasami, 11 Mehmedi, 12 Drmić, 13 Rodríguez, 14 Zuber, 15 Klose, 16 Schär, 17 Morganella, 18 Siegrist, CT: Tami
NOTA: Per le informazioni sulle rose precedenti al 1952 visionare la pagina della Nazionale maggiore.